# William Webb Ellis
William Webb Ellis (24. listopadu 1806 – 24. ledna 1872) byl studentem v anglickém univerzitním městě Rugby a je často uváděn jako zakladatel míčového sportu ragby (rugby). Původně se tzv. patnáctkovému ragby říkalo také jednoduše „football“ a neexistovala pro něj sjednocená pravidla, hráči se vždy před utkáním domluvili, podle kterých budou hrát.
Podle tradice, v roce 1823 William Webb Ellis během zápasu ve své škole vzal míč do rukou a běžel s ním až k soupeřově brance. Od té doby byla tato varianta označována jako „rugby football“. Otázkou je, zda je tento příběh pravdivý a podle historických zdrojů, vznik rugby bývá spojován také s irskými, velšskými či antickými římskými kořeny. Ellis však byl jednoznačně významnou a jedinečnou osobou ragby.

## Další informace
William Webb Ellis byl také křesťanským reverendem.